# Водяне (Компаніївська селищна громада)
Водяне́ —  село в Україні, у Компаніївській селищній громаді Кропивницького району (до 17 липня 2020 року — у складі ліквідованого Компаніївського району) Кіровоградської області. Населення становить 350 осіб. До 2020 орган місцевого самоврядування — Водянська сільська рада.

## Населення
Згідно з переписом УРСР 1989 року чисельність наявного населення села становила 321 особа, з яких 139 чоловіків та 182 жінки.
За переписом населення України 2001 року в селі мешкало 349 осіб.

### Мова
Розподіл населення за рідною мовою за даними перепису 2001 року:
| Мова       | Відсоток |
| ---------- | -------- |
| українська | 96,57 %  |
| російська  | 2,00 %   |
| молдовська | 1,43 %   |